# Яшкин, Валерий Константинович
Валерий Константинович Яшкин (20 декабря 1940, Петрозаводск — 10 января 1997, Москва) — советский эстрадный музыкант. Заслуженный деятель искусств РСФСР (1991).
Один из основателей ВИА «Песняры» (первоначальное название «Лявоны»).

## Биография
Познакомился с Владимиром Мулявиным и другими первыми участниками ВИА «Песняры» в 1965 году во время службы в армии (Белорусский военный округ).
В состав группы — предшественницы «Песняров», называвшейся тогда «Лявоны», вместе с ним вошли Владимир Мулявин (вокал, гитара), Леонид Тышко (бас), Владислав Мисевич (флейта, саксофон, вокал). Валерий играл на клавишных инструментах и лире. Выступал в ансамбле (с перерывами) до 1977 года.
Окончил театральный институт, Высшие режиссёрские курсы при ГИТИСе. Преподавал в РАТИ, доцент. Кандидат искусствоведения.
Похоронен на Митинском кладбище.

## Творчество
Опера-притча «Песнь о доле» (либретто) — ВИА «Песняры».
Рок-опера «Сказание о Емельяне Пугачеве» (либретто) и рок-оратория «Мастера» — ВИА «Ариэль».

### Автор текста песен
Nadpis na dverich (Надпись на двери)

Былинадрина

За землю русскую

Лявоны

Мастера

Моя гитара (While My Guitar Gently Weeps)

Улицы без конца
Вчера (русский текст)

Делайла (русский текст)

Облади-облада (русский текст)

## Киновоплощения
В байопике «За полчаса до весны» (2023) в роли Яшкина — актер Артём Давидович.